# أرملة سوداء بنية
الأرملة البنية أو الأرملة الرمادية أو الأرملة السوداء البنية، (الاسم العلمي: Latrodectus geometricus) ،وهي أحد أنواع العناكب الأرملة من جنس الزوع.